# Śmigacz
Śmigacz (Eupetomena macroura) – gatunek małego ptaka z rodziny kolibrowatych (Trochilidae), zamieszkujący Amerykę Południową. Zręczny lotnik, często przemieszcza się lotem ślizgowym.

## Morfologia
Długość ciała 15–17 cm, w tym ogon 7–9 cm i dziób 2 cm. Masa ciała: samce 8–9 g, samice 6–7 g.
Długi, głęboko wcięty, ciemnoniebieski ogon. Dziób czarny, lekko zakrzywiony. Głowa, gardło oraz pierś purpurowoniebieskie, reszta ciała zielona z metalicznym połyskiem.

## Zasięg, środowisko
Od regionu Gujana i północno-wschodniej Brazylii do Boliwii, Paragwaju i południowo-wschodniej Brazylii. Zarośla i sawanny, głównie na wyżynach. Może też występować w parkach i ogrodach na terenach miejskich i podmiejskich, jeśli dostępne są kwitnące drzewa, oraz w lasach pierwotnych i na ich obrzeżach. Występuje od poziomu morza do około 1500 m n.p.m.

## Rozród
Gniazdo zwykle 1–3 metry nad ziemią na cienkiej poziomej gałęzi drzewa lub krzewu, sporadycznie wyżej – do 10–15 m. Samica składa dwa białe jaja i wysiaduje je przez 15–16 dni. W momencie wyklucia pisklęta są ciemne i pokryte na grzbiecie rzadkim, ciemnoszarym puchem. Są opierzone po 22–24 dniach, pozostają jednak z samicą przez kolejne 2–3 tygodnie, a przez pierwsze noce wracają do gniazda na sen. Dojrzałość płciową osiągają w drugim roku życia.

## Podgatunki
Wyróżnia się pięć podgatunków E. macroura:
- E. m. macroura (J.F. Gmelin, 1788) – region Gujana, północna, środkowa, południowo-wschodnia Brazylia, Paragwaj i północno-wschodnia Argentyna
- E. m. simoni Hellmayr, 1929 – północno-wschodnia Brazylia
- E. m. cyanoviridis Grantsau, 1988 – południowo-wschodnia Brazylia
- E. m. hirundo Gould, 1875 – wschodnie Peru
- E. m. boliviana J.T. Zimmer, 1950 – północno-zachodnia Boliwia

## Status zagrożenia
Międzynarodowa Unia Ochrony Przyrody (IUCN) uznaje śmigacza za gatunek najmniejszej troski (LC – least concern) nieprzerwanie od 1988 roku. Całkowita liczebność populacji nie została oszacowana; w 1996 roku ptak opisywany był jako „dość pospolity”. Trend liczebności populacji nie jest znany.